# Болти (герб)
Болти́ (Белти, Белч, Больц, пол. Bełty, Bełcz, Bolc) — шляхетський герб.

## Опис герба
Опис згідно класичних правил блазонування: В червоному щиті три схрещені срібні болти — стріли для арбалету: центральний болт вертикальний, бокові — складені навхрест. Клейнод: п'ять страусових пір'їн. Намет червоний, підбитий сріблом.

## Історія
Найстарша згадка датується 1412 роком. Герб німецького походження, принесений до Польщі з Моравії. За твердженням Богуслава Єжи Зайончковського зображення на гербі Болти символізують відвагу. Герб прийшов з Моравії в Польщу в IX ст. за правління князя Земовита. Після Городельської унії розповсюдився в Литві, Білій Русі й Україні в кількох варіантах (відмінах).

## Гербові роди
Бадинські (Бадзінські) (Bad(z)iński), Бейнацькі (Bejnacki), Белти (Bełt), Белтовичі (Балтовичі, Болтовичі, Бултовичі) (Bełtowicz, Bałtowicz, Bołtowicz, Bułtowicz), Белтовські (Bełtowski), Бельти (Belt), Бенедиктовичі (Benedyktowicz), Бенешки (Beneszko), Бенішенки (Beniszenko), Бергайли (Bergayło), Бергелевичі (Bergielewicz), Бергельські (Bergielski), Берендси (Berends), Больци (Больтци) (Boltz).
В'ольшлеґери (Wolszleger).
Грамб'євські (Grambiewski), Гранатовичі (Granatowicz), Граневські (Graniewski).
Звєрковські (Zwierkowski).
Йодзешки (Jodzieszko, Jodziesko).
Кердеї (Kierdej, Kierdey), Коленди (Kolenda, Kolęda), Колендовські (Kolendowski, Kolędowski), Кудеревські (Kuderewski), Кудеровські (Kuderowski).
Лати (Łata).
Пеліцькі (Pelicki), Пет(р)жицькі (Pietrzycki), Пилінські (Pyliński), Пілінські (Piliński), Пожариські (Pożaryski), Пожарицькі (Pożarycki), Пожняки (Pożniak), Поз(ь)няки (Poźniak), Позо(р)жицькі (Pozorzycki), Пуз(ь)няки (Późniak), Полоницькі (Połonicki), Пота(р)жинські (Potarzyński), Пото(р)жицькі (Potorzycki), Потарчицькі (Potarczycki).
Радзівановські (Radziwanowski), Радзівоновські (Radziwonowski), Радзівонські (Radziwoński), Рембовські (Rembowski).
Симонолевичі (Symonolewicz), Скоропадський (Skoropadski, Skoropadzki), Смєховські (Śmiechowski), Сміховські (Śmichowski), Снєховські (Sniechowski, Śniechowski), Стадницькі (Stadnicki), Страдецькі (Stradecki), Стшельніцькі (Стржельницькі, Стрельницькі) (Strzelnicki).
Уцянські (Uciański).
Хмуровські (Chmurowski), Хоровські (Chorowski), Хорошевські (Choroszewski), Хохонські (Chochoński), Хохоровські (Chochorowski), Хцяновські (Chcianowski).
Ціріссери (Ціриссери) (Cirisser).
Янушовські (Januszowski).
Родини Вольшлеґерів, Йодзешків, Колендів, Пилінських (Пілінських), Рембовських та Симонолевичів також вживали відміни гербу Болти — Болти II та власні герби, що отримали вже їх родові назви.

## Різновиди герба

Болти ІІ
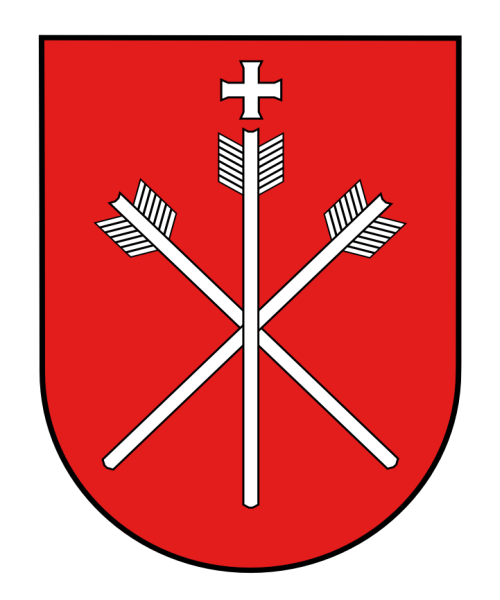
Болти ІІІ
Коленда
Пілинські
Волшлеґер
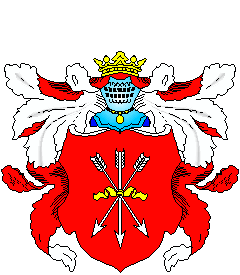
Скоропадські